# Baasem
Baasem ist ein Ortsteil der Gemeinde Dahlem im Kreis Euskirchen in Nordrhein-Westfalen in der Eifel.

## Lage
Baasem liegt in der fruchtbaren Blankenheimer Kalkmulde. In Ortsnähe gibt es ein Naturschutzgebiet, die Baasemer Heide mit der Schlüsselnummer EU-072.
Am östlichen Ortsrand verläuft die Bundesstraße 51, am nördlichen die Kreisstraße 63. Westlich des Dorfes liegt Kronenburg, östlich Dahlem. An den Ort grenzt im Norden der Baasemer Wald.

## Geschichte
Schon 867 wurde der Ort als Baasenheim urkundlich genannt. In Baasem hatte die Abtei Stablo-Malmedy Grundbesitz. Im 14. und 15. Jahrhundert waren die Edelherren von Baasenheim eines der bekanntesten Ministerialgeschlechter der Eifel. Gegen Ende des 15. Jahrhunderts gehörte der Ort zur Herrschaft Kronenburg. Die Familie von Baasenheim verzog in die südliche Eifel und hatte dort durch Heirat und Tausch Land- und Besitzrechte erworben.
Die Geschichte von Baasem war in der Folgezeit eng mit der von Kronenburg verknüpft.
Am 1. Juli 1969 wurde Baasem nach Dahlem eingemeindet.

## Wappen
| | Blasonierung: „In Grün zwei goldene (gelbe) sechsendige Hirschstangen die einen Kranz bilden; darin gekreuzte silberne (weiße) Schlägel und Eisen.“ |
| Wappenbegründung: Das Wappen wurde 1956 vom nordrhein-westfälischen Innenminister verliehen. Die Hirschstangen entstammen einem Siegel der früheren Landesherren von Baasenheim aus dem Jahre 1430. Schlägel und Eisen symbolisieren die Hammerhütte. | |

## Kirche

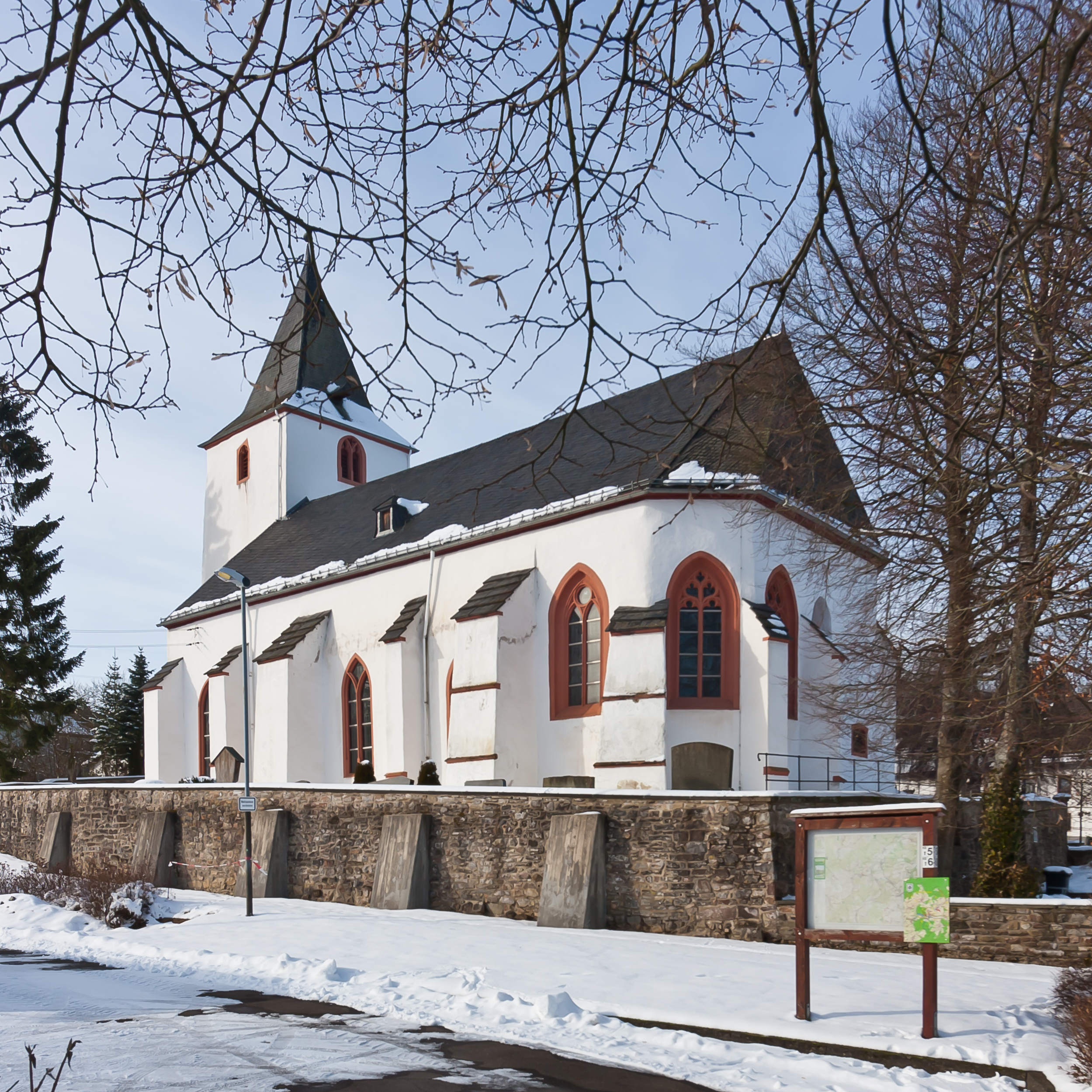
St. Mariä Geburt

Die um 1500 erbaute katholische Pfarrkirche St. Mariä Geburt steht in zentraler Ortslage und ist eine seltene zweischiffige Hallenkirche. Bei der Einstützkirche trägt je ein Pfeiler das gotische Kreuzrippengewölbe. In dem Gotteshaus befindet sich ein Spätrenaissancealtar aus dem 17. Jahrhundert. Der Turm ist ein ehemaliger Wehrturm.

## Verkehr
Die VRS-Buslinie 834 der RVK verbindet den Ort mit Dahlem, Schmidtheim und Berk, außerhalb des Schülerverkehrs als TaxiBusPlus im Bedarfsverkehr.
| Linie | Verlauf |
| ----- | --- |
| 834   | MiKE (außer im Schülerverkehr): (Blankenheim –) Schmidtheim – Dahlem Bf – Baasem – Kronenburg – Kronenburgerhütte – Frauenkron – Berk |